# 3-メトキシチラミン
3-メトキシチラミン(3-Methoxytyramine, 3-MT)または3-メトキシ-4-ヒドロキシフェネチルアミン(3-methoxy-4-hydroxyphenethylamine)は、神経伝達物質であるドーパミンの代謝物質として生じるアミンである。カテコール-O-メチルトランスフェラーゼ(COMT)によって、ドーパミンにメチル基を導入することで形成される。3-MTはさらにモノアミンオキシダーゼ(MAO)によってホモバニリン酸(HVA)へ代謝され、これが尿中に排出される。
生理活性は持たないと考えられてきたが、最近、ヒトTAAR1のアゴニストとして作用することが示された。

## 生成
天然には、オプンティアに含まれ、サボテン科は広く持っている。また、タバコ属のクラウンゴールでも見られる。
ヒトでは、ドーパミンの代謝物質として生じる微量アミンである。